# Marek Janusz Czarnecki
Marek Janusz Czarnecki, ps. Rympałek (ur. 1963 w Warszawie) – polski przestępca, przywódca grupy przestępczej zwanej „Grupą Rympałka” (jednej z najgroźniejszych w dziejach polskiej mafii). Jest określany jako jeden z najbardziej znanych polskich przestępców lat 90.

## Życiorys
Pochodzi z Pragi w Warszawie. Posiadał opinię człowieka niezwykle brutalnego. W połowie lat 90. był już poważnym bossem warszawskiego podziemia.

## Grupa Rympałka
W 1994 roku Rympałek przejął kilku członków gangu dowodzonego przez Andrzeja Kolikowskiego ps. Pershing, który został aresztowany. Grupa Rympałka działała w latach 1994-1996. Niektóre przestępstwa jakich się dopuścili:
- 1995: napad na autobus z turystami jadącymi do Turcji[6]
- 28 listopada 1995: napad na konwój przy ulicy Zamiany 13 na Ursynowie w Warszawie: ukradziono wówczas 1 201 988 złotych. Media określały ten skok mianem „napadu stulecia”[7].
- porwania dla okupu[2].

Od marca do listopada 1996 roku aresztowano większość członków gangu. Rympałka zatrzymano 11 kwietnia 1996 roku. W 1998 roku ówczesny Sąd Wojewódzki w Warszawie skazał go na karę 10 lat pozbawienia wolności za kierowanie grupą przestępczą i pobicie. W 2006 Rympałek opuścił zakład karny.
W październiku 2010 roku został ponownie zatrzymany przez policjantów i aresztowany. W lipcu 2012 Rympałkowi postawiono zarzuty kierowania gangiem w latach 2006-2010. W marcu 2017 roku został nieprawomocnie skazany przez Sąd Okręgowy w Warszawie na karę 25 lat pozbawienia wolności, z możliwością ubiegania się o przedterminowe, warunkowe zwolnienie po odbyciu 20 lat z zasądzonej kary. Wyrok był zatwierdzony w 2019 roku.